# 多足類
多足亞門（或稱多足類、多足綱，學名：Myriapoda，来自古希腊语μυριάς一万和
πούς脚、腿），是節肢動物門下的一类，包含了馬陸及蜈蚣等。多足類有超過13000個物種，都是陸生動物。雖然學名Myriapoda的词源是一萬条腿，但實際上多足类最多只有約1300条腿（冥真千足蟲，Eumillipes persephone），少至10隻以下。牠們的頭部有一對觸角，部分種類有單眼。身體細長且分為多節，除了倍足綱（馬陸）外每一節只有一對腳，而馬陸的身體每一節上都有兩對腳。
多足類大多棲息在濕潤的森林中，也有少部份多足類棲息在草原、半乾旱地區或甚至是沙漠之中。少足綱及綜合綱都是相當微小的生物，主要生活在土壤中。大部份多足類生物都是植食性的，以腐敗的植物為主食，在分解植物的遺體上扮演重要的角色，只有唇足綱（蜈蚣和蚰蜒）是夜行性的掠食者。
雖然普遍認為，多足類對人類沒有危害，但許多多足類生物會分泌有毒的物質（一般包含醌），並在皮膚上造成短暫的水泡及變色。
雖然多足類的外殼薄且脆弱，不利於形成化石，但仍有相當多的化石證據，顯示多足類是一類很古老的生物。出現在寒武紀的單肢動物化石，具有類似多足生物的型態；而已確認最早的多足類化石，則出土於志留紀晚期的地層。最早的蜈蚣化石出土於泥盆紀地層，顯示多足類的型態在泥盆紀之前，已經開始出現變化。若以核糖體序列分歧的程度來推算，多足類生物的分歧始於泥盆紀。
多足類物種不全都是害蟲；唇足綱之下的蚰蜒目物種皆為捕食居家害蟲的益蟲。

## 分類
就節肢動物門中哪個類群的親緣關係與多足亞門最為接近的議題，一直存在著爭議。根據有顎類假說，多足類是泛甲殼動物（包含甲殼亞門及六足亞門的演化支）的姊妹群；若根據缺角類（Atelocerata）假說，六足类与多足类最為接近，两者共同组成单肢类（Uniramia）；若根據奇足類（Paradoxopoda，又名多足螯肢類）假說，螯肢亞門則是最接近多足類的節肢動物類群。最後的假說雖然只有少數形態特徵的證據支持，但卻有大量分子生物學研究結果支持。
目前多足類之下分有四個綱．分別是唇足綱、倍足綱、少足綱及綜合綱，共包含約12000個物種。儘管一般認為多足類的每一綱同屬一個單源群，但它們之間的演化關係卻還不明確。

### 唇足綱

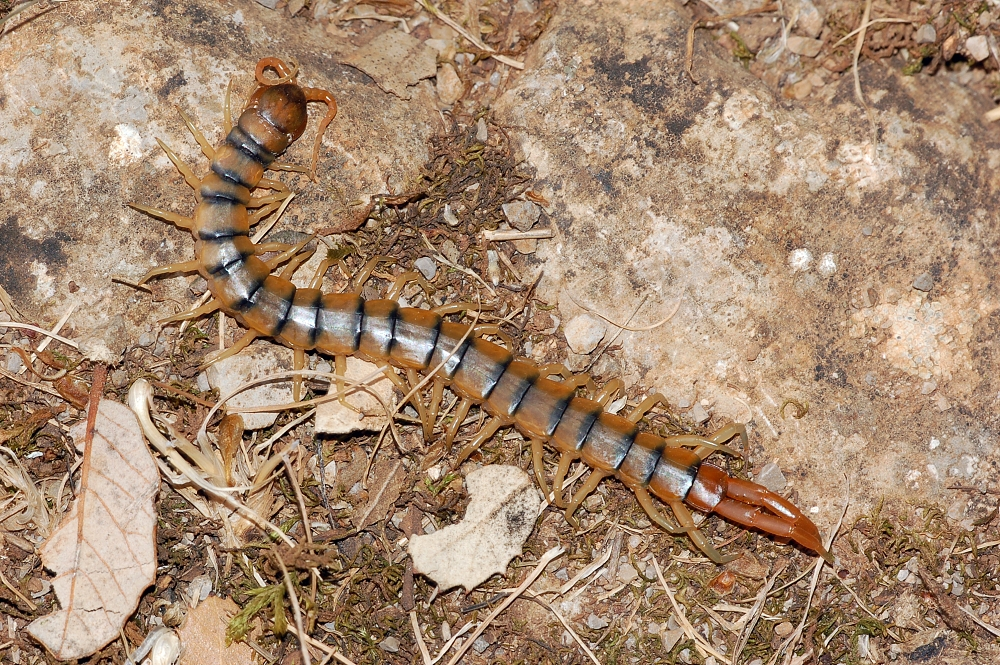
地中海黃腳蜈蚣（Scolopendra cingulata，唇足綱）

唇足綱主要包括蜈蚣及蚰蜒。牠們第一體節的步足特化成唇足綱特有的顎足，可注射毒液至獵物體內或用於防禦。牠們行動很快速，是夜行性的掠食者。牠們約有3300個物種，型態多樣，從最小的Nannarup hoffmani（只有12毫米長）到巨大的加拉巴戈巨人蜈蚣（Scolopendra galapagoensis，超過40厘米長）。

### 倍足綱

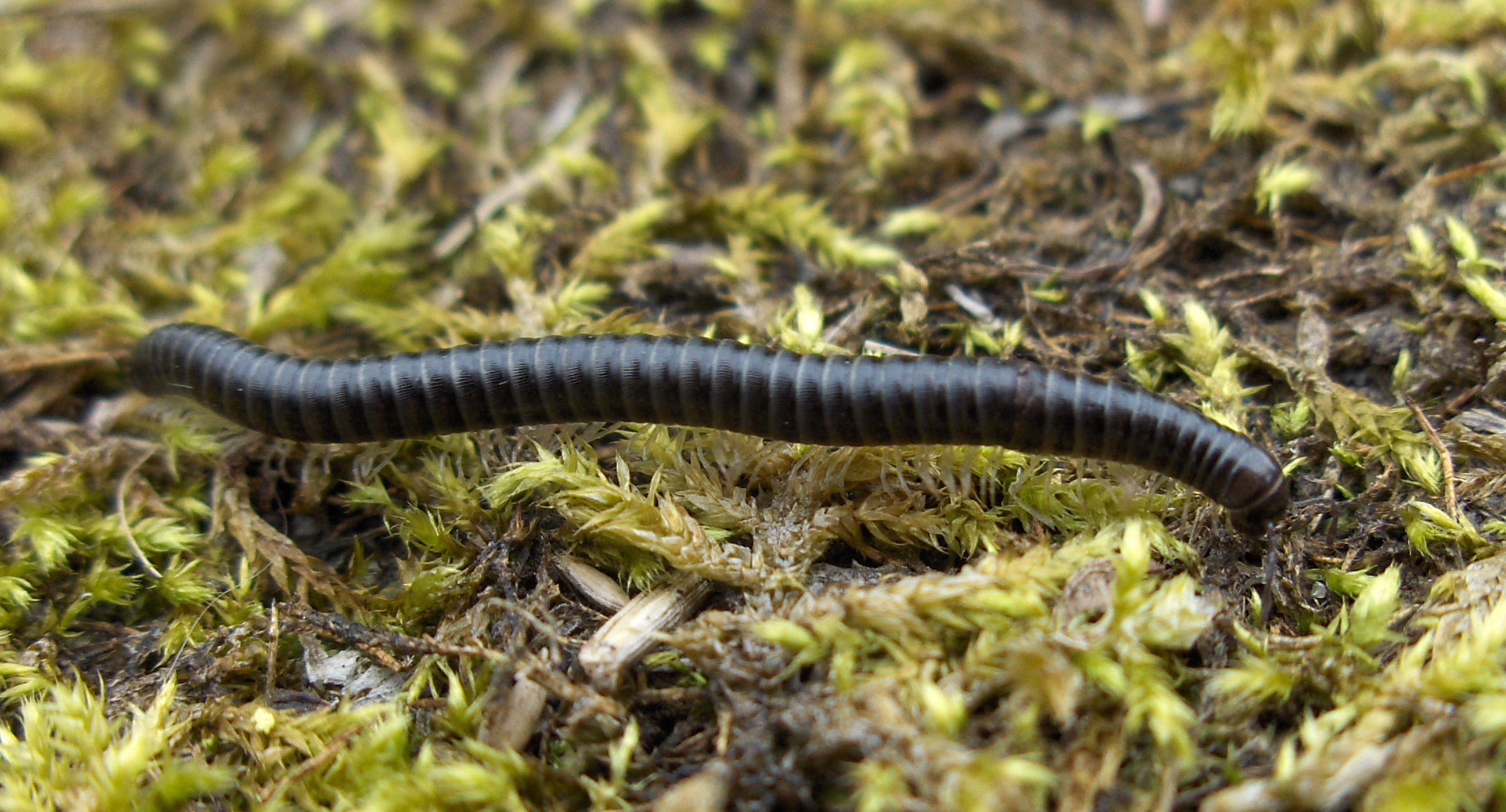
Tachypodoiulus niger（倍足綱）

倍足綱物種通稱馬陸。大部分馬陸行動都較唇足綱慢，主要以枯葉及腐植質為食。牠們的特徵是身體的每一節有兩對腳。目前被記錄的倍足綱動物約有8000多種，但這個數字與全世界實際的多樣性相比，大約只有十分之一；也就是說至少還有63000種倍足綱生物有待發現。冥真千足蟲（Eumillipes persephone）是目前已知擁有最多腳的马陆，大約有1300隻。球馬陸身體較短，在遭受干擾時可以像球鼠婦科般將身體卷成球狀進行防禦。

### 少足綱

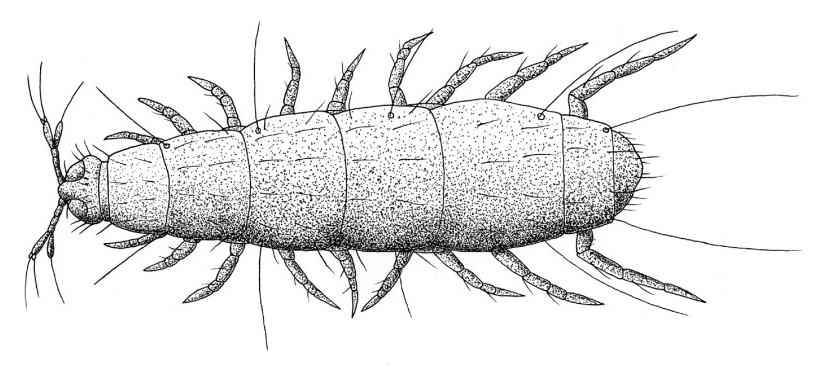
Pauropus huxleyi（少足綱）

少足綱是一類數量及體型上都較小的多足類。牠們一般只有0.5-2.0厘米長，除了南極洲以外，在全世界所有大洲的土壤中都可見。牠們共有超過700個物種。一般認為牠們是倍足綱的姊妹分類群：牠們的身體分節，在節與節之間有融合了的背板，有點類似倍足綱生物，只不過倍足綱生物節與節之間嵌合地更完整。牠們以真菌、腐植質和植物根毛為食。

### 綜合綱

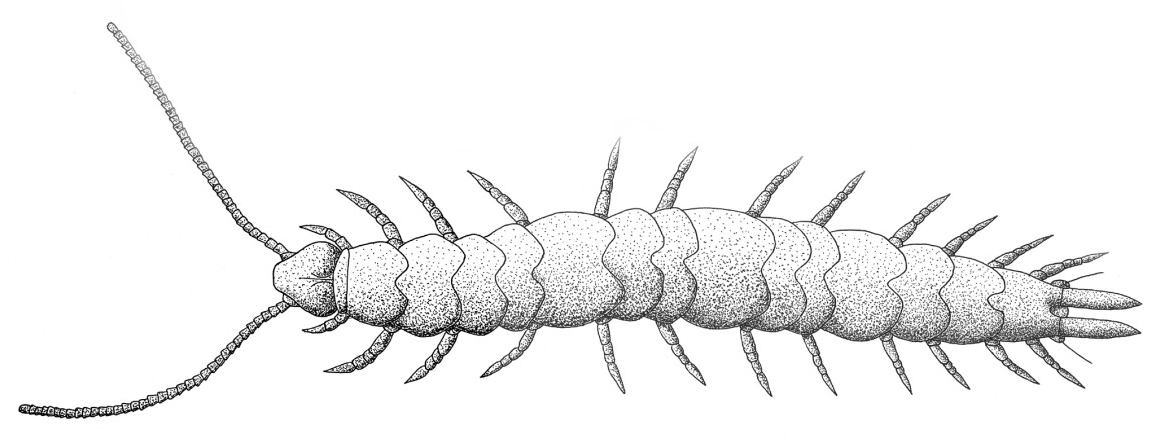
Scutigerella immaculata（綜合綱）

綜合綱約有200個已知的物種。牠們有點像蜈蚣，但體型較小，且呈半透明。大部份的綜合綱物種都生活在土壤中，有些則生活在樹上。牠們以植物組織及腐植質為食，有些種類是農作物的害蟲。綜合綱幼蟲有6對腳，但每蛻皮一次就會長出一對腳，成蟲具有12對腳。